# Cestonia rutilans
Cestonia rutilans är en tvåvingeart som beskrevs av Villeneuve 1929. Cestonia rutilans ingår i släktet Cestonia och familjen parasitflugor. Inga underarter finns listade i Catalogue of Life.